# Milborne St Andrew
Milborne St Andrew est une paroisse civile et un village du Dorset, en Angleterre.